# Ectatomma opaciventre
Ectatomma opaciventre är en myrart som först beskrevs av Julius Roger 1861.  Ectatomma opaciventre ingår i släktet Ectatomma och familjen myror. Inga underarter finns listade i Catalogue of Life.

## Bildgalleri

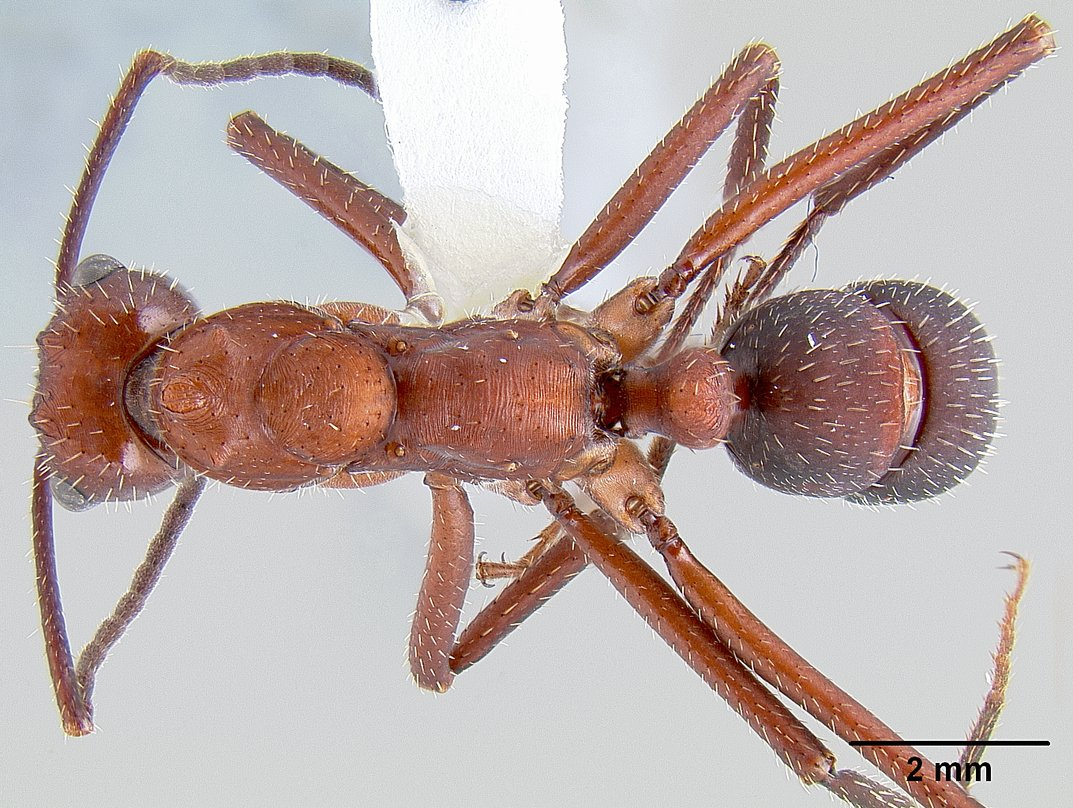
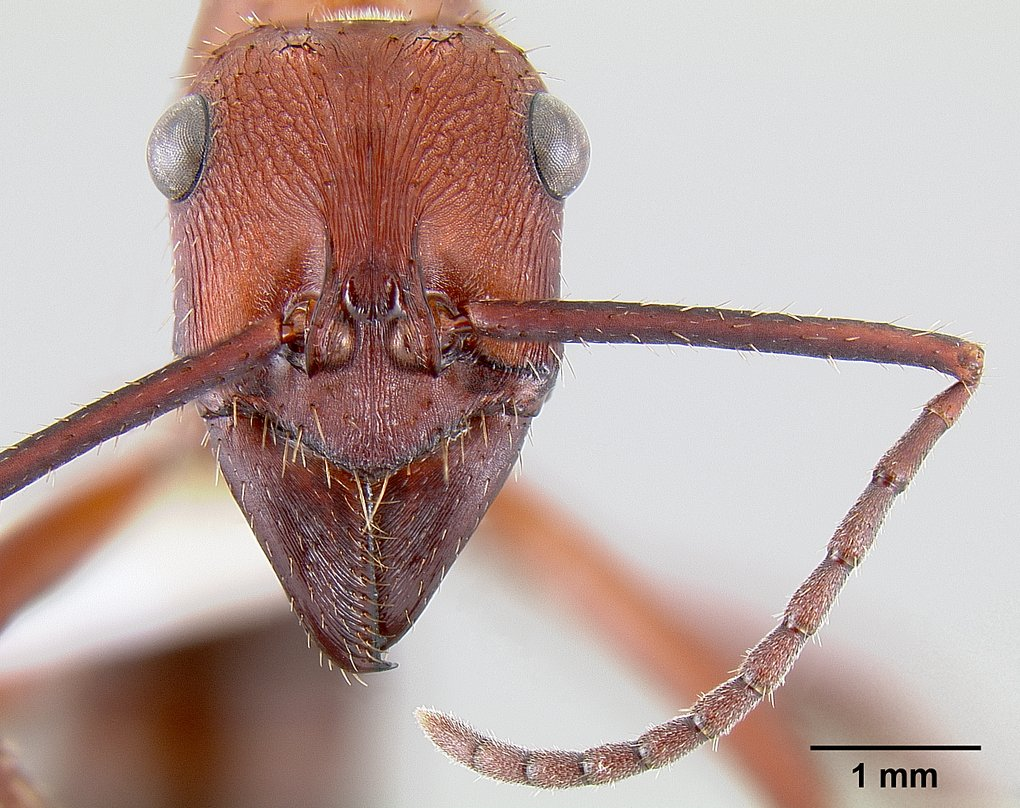
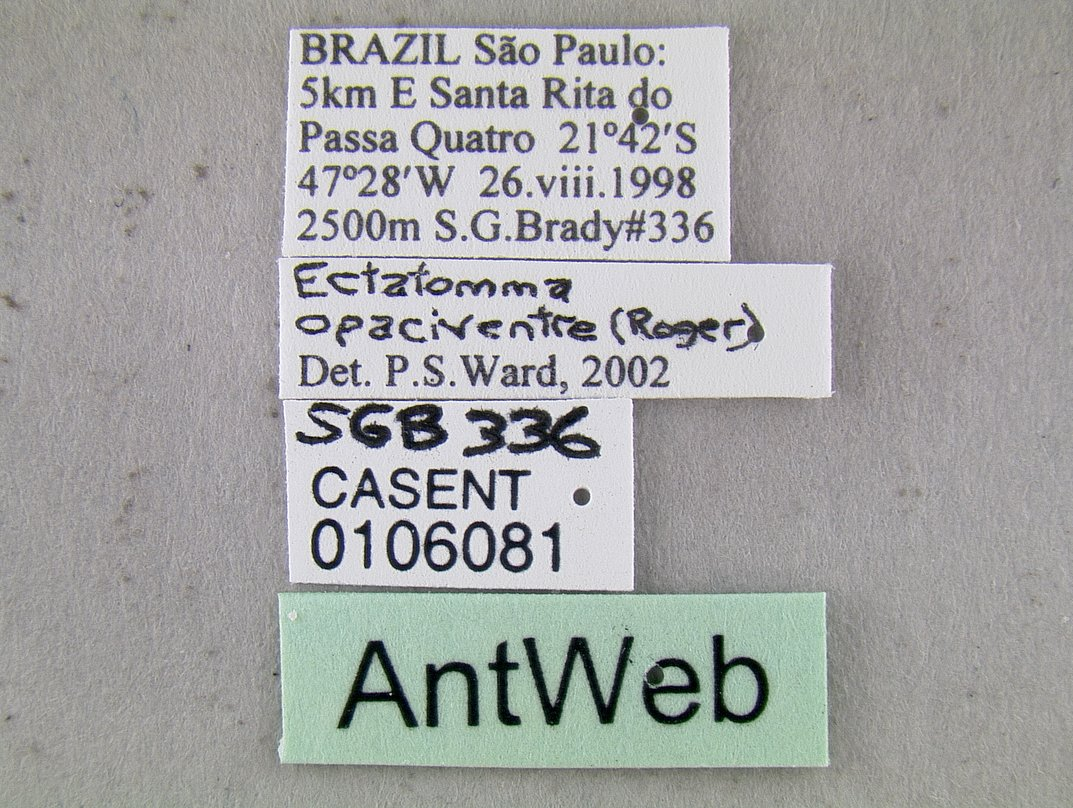
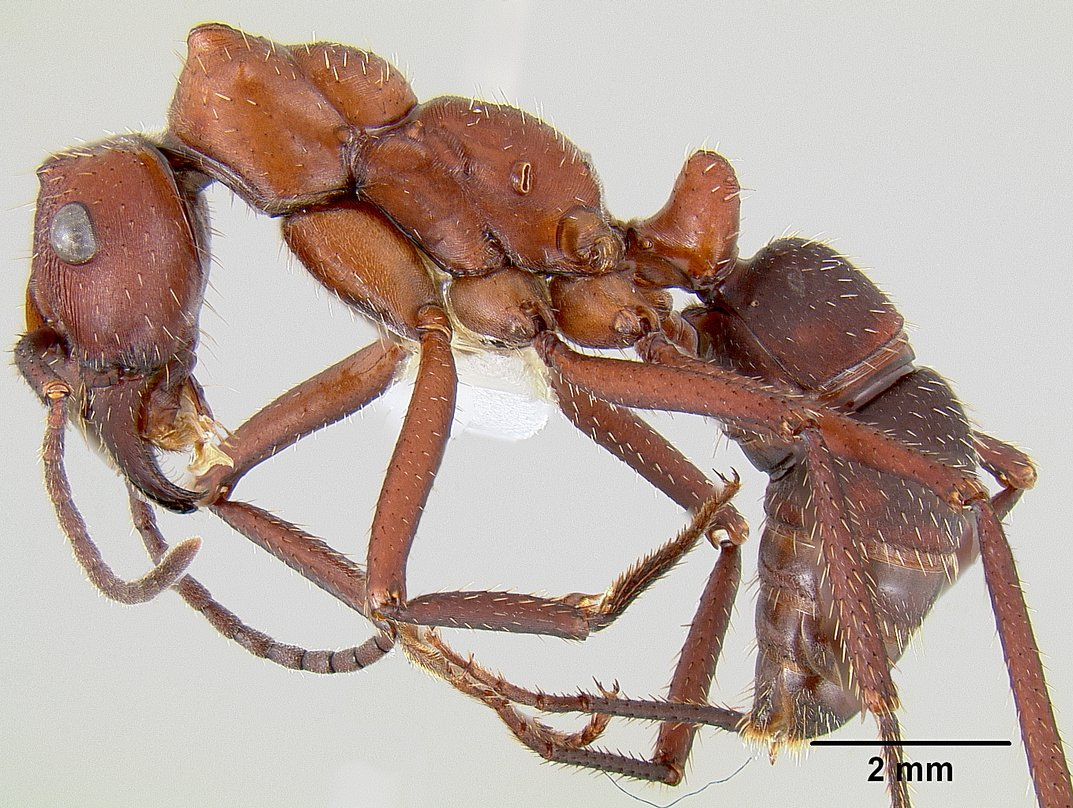
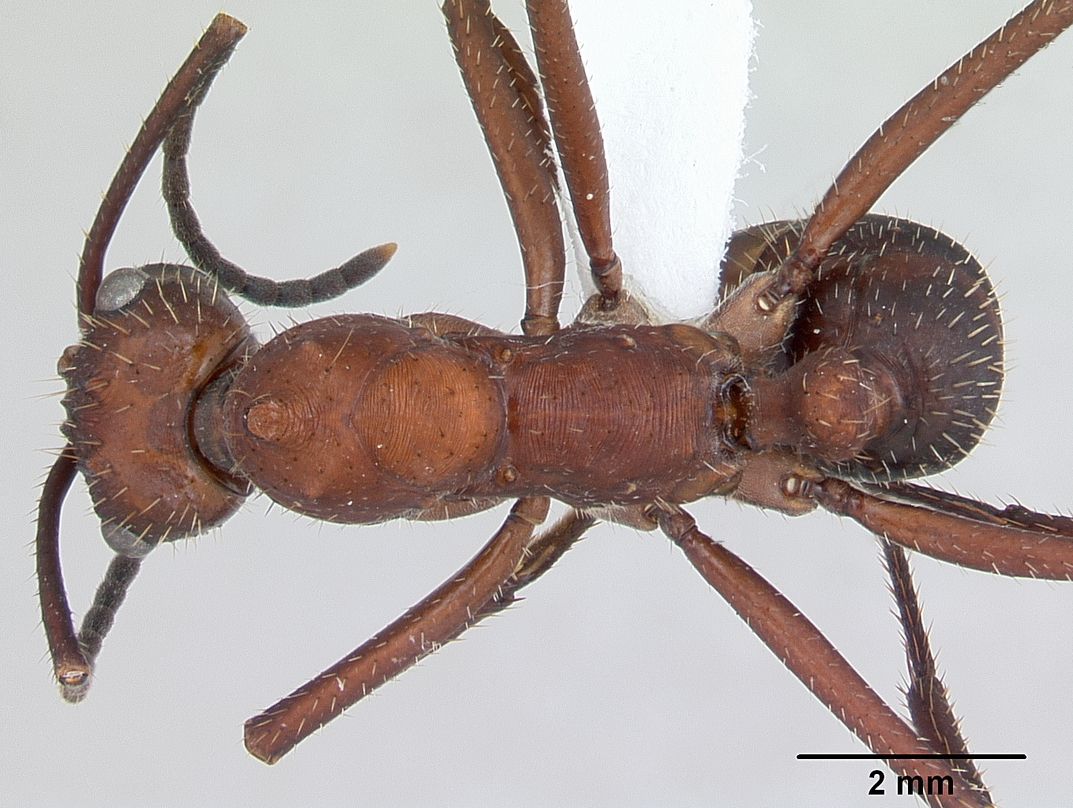
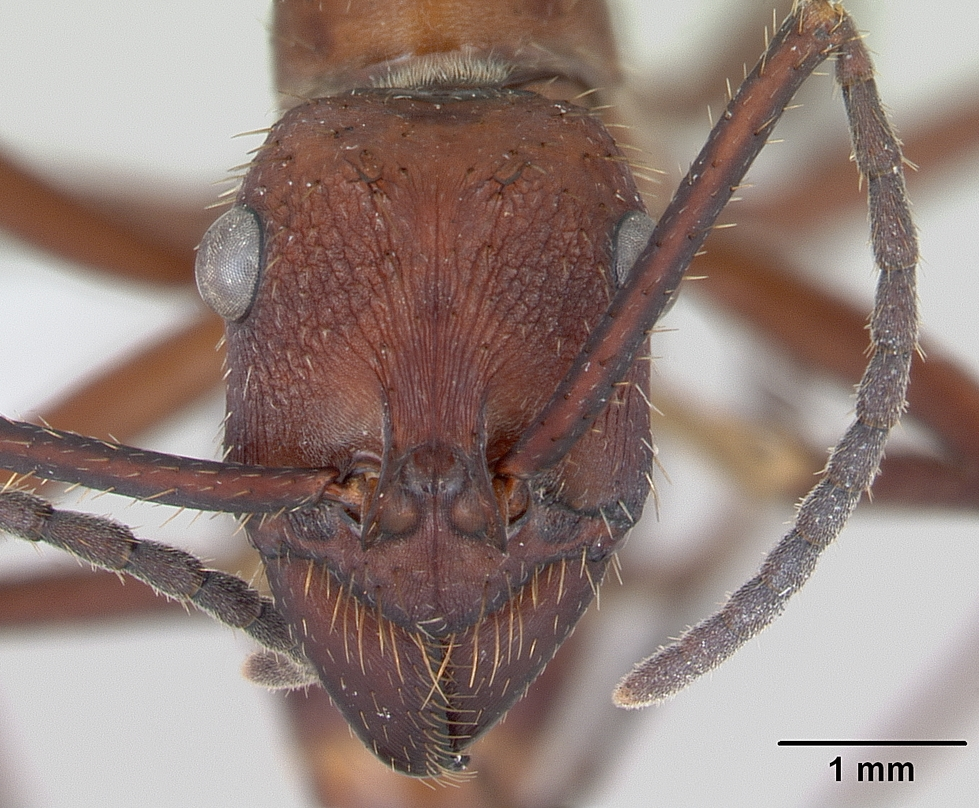